# Woyo Coulibaly
Woyo Coulibaly (* 26. května 1999) je francouzský profesionální fotbalista, který hraje na pozici krajního obránce za anglický klub Leicester City FC.

## Klubová kariéra
Dne 19. června 2019 podepsal Coulibaly svou první profesionální smlouvu s klubem Le Havre AC. Svůj profesionální debut za Le Havre si odbyl 2. srpna 2019 v zápase Ligue 2 s Chamois Niortais, který skončil výsledkem 1:1.
Dne 30. srpna 2021 přestoupil do Parmy. Dne 1. dubna 2023 vstřelil svůj první gól v kariéře při vítězství 2:1 nad Palermem v Serii B.
Dne 15. ledna 2025 podepsal smlouvu s Leicesterem City za údajnou částku 3 miliony liber.

## Osobní život
Coulibaly se narodil v Gonesse ve Francii. Má francouzské a malijské občanství.

## Statistiky

### Klubové
Platí k zápasu hranému 4. ledna 2025.
| Klub              | Sezóna            | Liga              | Liga   | Liga | Národní pohár | Národní pohár | Ligový pohár | Ligový pohár | Celkově | Celkově |
| Klub              | Sezóna            | Soutěž            | Zápasy | Góly | Zápasy        | Góly          | Zápasy       | Góly         | Zápasy  | Góly    |
| ----------------- | ----------------- | ----------------- | ------ | ---- | ------------- | ------------- | ------------ | ------------ | ------- | ------- |
| Le Havre          | 2019/20           | Ligue 2           | 11     | 0    | 1             | 0             | 1            | 0            | 13      | 0       |
| Le Havre          | 2020/21           | Ligue 2           | 26     | 0    | 0             | 0             | —            | —            | 26      | 0       |
| Le Havre          | 2021/22           | Ligue 2           | 2      | 0    | 0             | 0             | —            | —            | 2       | 0       |
| Le Havre          | Celkově           | Celkově           | 39     | 0    | 1             | 0             | 1            | 0            | 41      | 0       |
| Parma             | 2021/22           | Serie B           | 22     | 0    | 0             | 0             | —            | —            | 22      | 0       |
| Parma             | 2022/23           | Serie B           | 20     | 1    | 2             | 0             | —            | —            | 22      | 1       |
| Parma             | 2023/24           | Serie B           | 26     | 0    | 3             | 0             | —            | —            | 29      | 0       |
| Parma             | 2024/25           | Serie A           | 14     | 0    | 1             | 0             | —            | —            | 15      | 0       |
| Parma             | Celkově           | Celkově           | 82     | 1    | 6             | 0             | —            | —            | 88      | 1       |
| Leicester City    | 2024/25           | Premier League    | 0      | 0    | 0             | 0             | 0            | 0            | 0       | 0       |
| Celkově v kariéře | Celkově v kariéře | Celkově v kariéře | 121    | 1    | 7             | 0             | 1            | 0            | 129     | 1       |

## Úspěchy
Parma
- Serie B: 2023/24